# Amblygonit

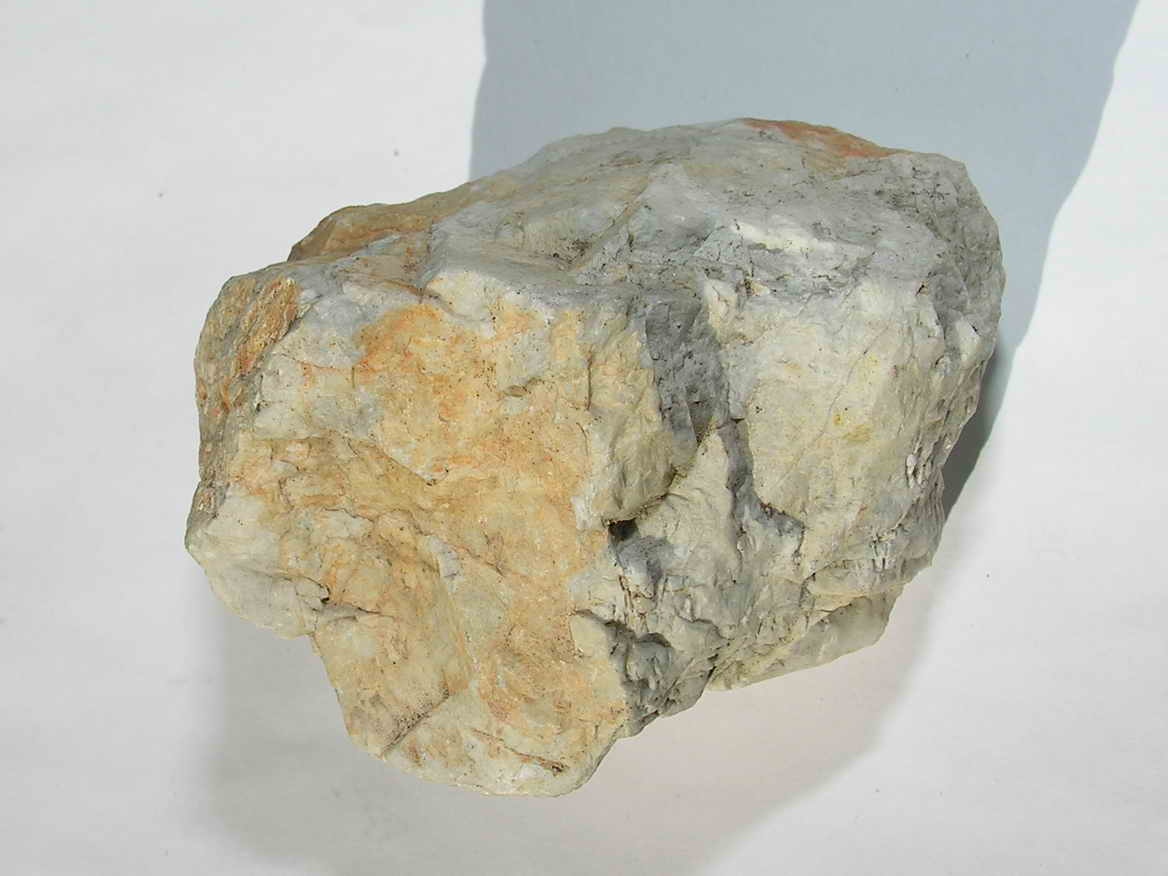
Amblygonit

Amblygonit (Breithaupt, 1817), chemický vzorec (Li,Na)Al(PO4)(F,OH), je trojklonný minerál. Název je složen z řeckých slov amblys – tupý a góni – úhel.

## Morfologie
Obvykle jen kusový v hrubě štěpných kusech nebo zrnitý. Dobře omezené krystaly jsou vzácné, izometrické až krátce sloupcovité, často polysynteticky srůstá. V přírodě byly nalezeny krystaly až 1,5 m velké.

## Fyzikální vlastnosti
Tvrdost 5,5-6, hustota 3,04-3,11, je křehký, lom má nerovný až pololasturnatý, štěpnost velmi dobrá podle {100} a dobrá podle {001}.

## Optické vlastnosti
Barva mléčně bílá, šedobílá, namodralá, zelená, žlutavá i šedá, nezřídka bývá podobný celistvému živci, vryp bílý, lesk skelný, na {001} lesklý perleťově, průhledný až jen průsvitný.

## Naleziště

### Česko

#### Čechy
Nová Ves (u Křemže); Vernéřov (u Aše)

#### Morava
Dobrá Voda (u Velkého Meziříčí); Krasonice (u Želtavy)
ve světě např.

### Austrálie
Caloola Creek, kde byl těžen jako ruda Li

### Brazílie

#### Minas Gerais
Taqural žluté kostrovité krystaly až 15 cm velké, drahokamové kvality

### USA

#### Arizona
San Domingo Wash (Mariocopa Co.) ve velkých krystalech

#### Jižní Dakota
Black Hills v pegmatitech, hlavně žíla Beecher (Custer Co.) s bloky amblygonitu až o hmotnosti 200t; bloky až 6 x 2 m z Keyston (Pennigton Co.) a Tinton (Lawrence Co.)

#### Maine
Newry (Oxford Co.) průhledné krystaly až 11 cm velké